# Picot garser dorsiblanc
El picot garser dorsiblanc (Dendrocopos leucotos) és una espècie zoològica de pícid que viu en boscos madurs de muntanya principalment formats per faigs o avets.

## Descripció
És el més gros dels picot garsers del Paleàrtic occidental, de 24 a 26 cm de llargada i una envergadura de 38 a 40 cm. El plomatge és similar al del picot garser gros (D. major), però amb barres blanques a les ales en lloc de taques, i la part inferior del dors és blanca. El mascle té una corona vermella, la femella una de negra. El tamborí dels mascles és molt fort, els reclams inclouen un suau «kiuk» i un de més llarg «kwiik».

## Distribució
L'espècie nominal D. l. leucotos es troba al centre i nord d'Europa, i la D. l. lilfordi als Balcans i Turquia. La resta de subespècies es troben a la regió cap a l'est, fins a Corea i Japó. És un ocell escàs, que requereix grans extensions de boscos caducifolis madurs amb grans quantitats de fusta morta en peu i caiguts. Als països nòrdics el nombre d'individus ha disminuït. A Suècia, el declivi de la població ha fet que el govern suec promulgui la protecció de l'espècie en el Pla d'Acció Nacional per a la Biodiversitat.
A la península Ibèrica es localitza al Pirineu a la Selva d'Irati, Navarra. En ella, el 2002 s'hi van localitzar entre 78 i 95 parelles i per primera vegada se'n va localitzar una altra a l'Aragó.
Als Pirineus se'l va descobrir el 1968, i el 1977 se'n va constatar la reproducció.

## Ecologia
Durant l'època de cria excava un forat que serà el niu d'uns 7 cm d'amplada i 30 cm de profunditat en un tronc d'arbre en descomposició. Pon de tres a cinc ous blancs i incuba durant 10-11 dies. És molt insectívor i només ocasionalment s'alimenta de matèria vegetal. S'especialitza en larves d'escarabats xilòfags, particularment espècies de coleòpters (Coleoptera), però també s'alimenta de mosques, barrinadors de la fusta (Zeuzera pyrina) i formiga roja de la fusta (Formica rufa). L'espècie és generalment resident amb alguns moviments locals.

## Esperança de vida
En estat salvatge, el picot garser dorsiblanc pot sobreviure entre tres i quatre anys, mentre que en captivitat pot sobreviure aproximadament onze anys.

## Taxonomia
El picot garser dorsiblanc va ser descrit pel naturalista alemany Johann Matthäus Bechstein el 1802 amb el nom binomial Picus leucotos. L'epítet específic «leucotos »combina el grec clàssic «leukos» que significa “blanc” i «-nōtos» que significa “esquena”. La localitat tipus és Silèsia, una regió històrica situada principalment a Polònia. L'espècie ara es troba dins del gènere Dendrocopos, introduït pel naturalista alemany Carl Ludwig Koch el 1816.
Segons el Congrés Ornitològic Internacional, es reconeixen dotze subespècies.
- D. l. tangi (Cheng, 1956): província de Sichuan, oest de la Xina.
- D. l. fohkiensis (Buturlin, 1908) – muntanyes de la província de Fujian, sud-est de la Xina.
- D. l. insularis (Gould, 1863) – Taiwan.
- D. l. lilfordi (Sharpe & Dresser, 1871): des dels Pirineus fins a Àsia Menor, el Caucas i la Transcaucàsia.
- D. l. subcirris (Stejneger, 1886): Hokkaido, nord del Japó.
- D. l. stejnegeri (Kuroda, 1921): nord de Honshū, Japó.
- D. l. namiyei (Stejneger, 1886) – sud de Honshū, Kyushu, Shikoku (Japó).
- D. l. takahashii (Kuroda i Mori, 1920) – illa d'Ulleungdo (a l'est de Corea).
- D. l. quelpartensis (Kuroda i Mori, 1918) – illa de Jeju (a Corea del Sud).
- D. l. owstoni (Ogawa, 1905) – illa d'Amami Ōshima al nord de les illes Ryukyu, Japó.
- D. l. leucotos (Bechstein, 1802): àmpliament distribuïda per Euràsia, des del nord, centre i est d'Europa fins al nord-est d'Àsia, Corea i Sakhalín.
- D. l. uralensis (Malherbe, 1860): des de l'oest dels Urals fins al llac Baikal.

La llista il·lustrada dels ocells del món (HBW) i Birdlife International considera que la subespècie D. l. owstoni es una espècie de ple dret, el picot garser d'Owston (D. owstoni).